# Алан Симонсен
Алан Роденкам Симонсен (дан. Allan Rodenkam Simonsen; 15. децембар 1952) је бивши дански фудбалер и тренер. Освојио је Златну лопту 1977. године.

## Каријера
Симонсен је играо за дански Вајле БК, Борусију Менхенгладбах, Барселону и Чарлтон атлетик. Барселона га је продала 1982, како би могла да доведе Дијега Арманда Марадону. Разлог је тај што су шпански тимови били ограничени на одређен број страних играча. На опште изненађење, Симонсен је прешао у друголигашки енглески тим Чарлтон атлетик за 300.000 фунти. Његов нови тим, међутим, није могао да приушти да плати плату данској звезди и Симонсен је поново отишао. Овог пута се враћа у Вајле БК.
За репрезентацију Данске је одиграо 55 утакмица и постигао 20 голова. Играо је за Данску на Европском првенству 1984. и на Светском првенству 1986. године. Остао је једини играч који је постигао гол у финалима сва три европска клупска такмичења Купа шампиона, Купа победника купова и Купа УЕФА.
Након играчке каријере, Симонсен је радио као селектор репрезентације Фарских Острва и Луксембурга.

## Успеси
Вајле БК
- Првенство Данске: 1971, 1972, 1984.
- Куп Данске: 1972.

Борусија Менхенгладбах
- Бундеслига: 1974/75, 1975/76, 1976/77.
- Куп Немачке: 1972/73.
- Суперкуп Немачке: 1977.
- Куп шампиона финалисти: 1976/77.
- Куп УЕФА: 1974/75, 1978/79; финалисти: 1972/73.

Барселона
- Куп победника купова: 1981/82.
- Куп Шпаније: 1980/81.

Индивидуални
- Златна лопта: 1977.
- Onze de Bronze: 1977.
- Кикеров тим сезоне у Бундеслиги: 1974/75, 1975/76, 1976/77.[3][4][5]
- Најбољи стрелац Купа европских шампиона: 1977/78.
- Најбољи стрелац Купа УЕФА: 1978/79.
- Данска фудбалска кућа славних